# Majków Mały
Majków Mały – wieś w Polsce położona w województwie łódzkim, w powiecie piotrkowskim, w gminie Grabica. W latach 1975–77 w gminie Piotrków Trybunalski.
W latach 1975–1998 miejscowość administracyjnie należała do województwa piotrkowskiego.
Przez miejscowość przepływa struga Rakówka.